# Henry County (Alabama)
Henry County is een county in de Amerikaanse staat Alabama.
De county heeft een landoppervlakte van 1.455 km² en telt 16.310 inwoners (volkstelling 2000). De hoofdplaats is Abbeville.

## Bevolkingsontwikkeling

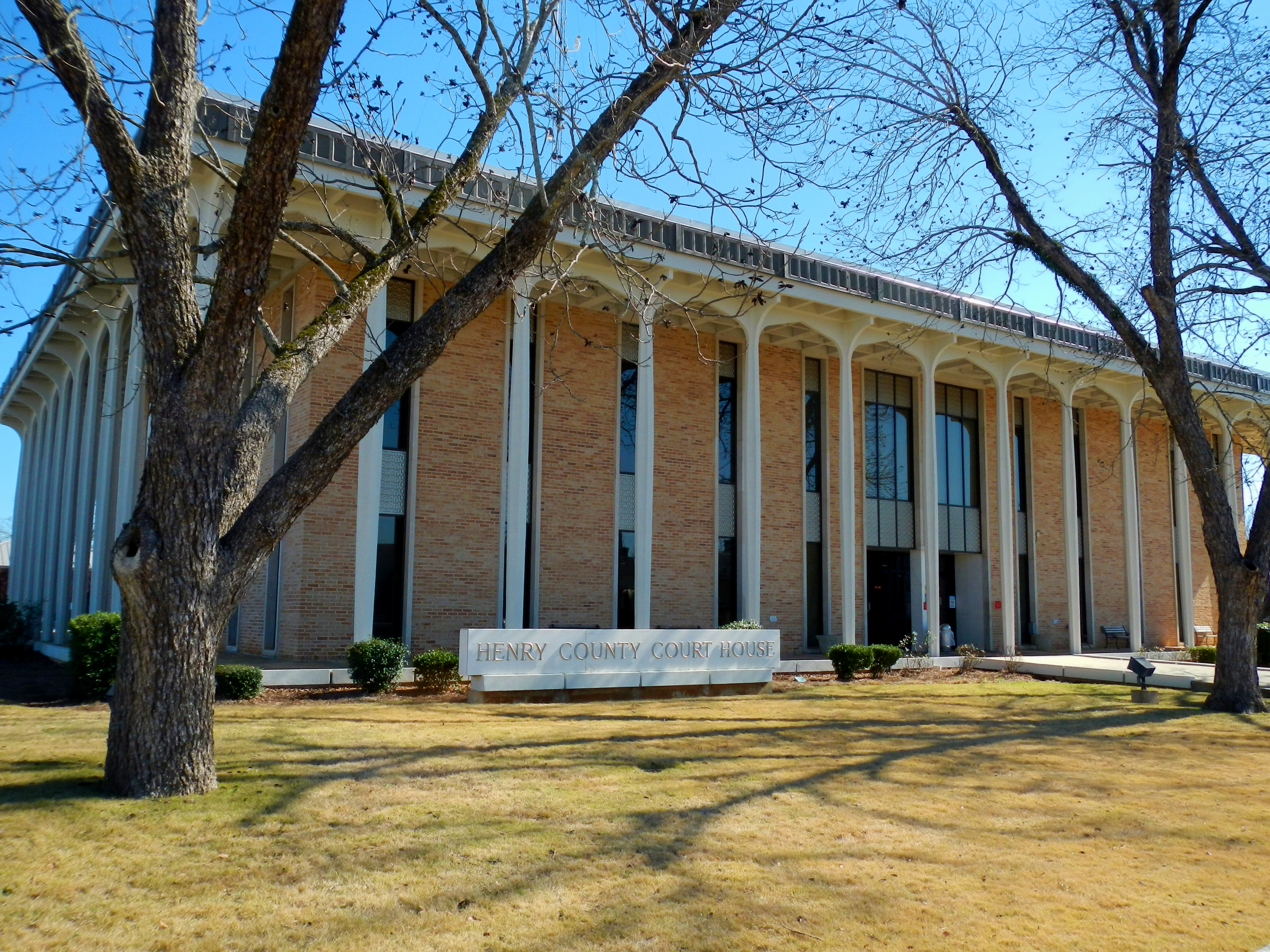
Henry County Courthouse